# 수영구도서관
수영구도서관은 부산광역시 수영구 남천동 소재의 도서관이다.

## 연혁
- 2002.01.31 구)해운대교육청 매입
- 2002.04.08 개.보수 공사 착공
- 2002.06. 도서관운영조례 공포
- 2002.06.17 도서관 준공
- 2002.07.15 도서관 개관
- 2009.07.01 수영구 도서관 망미분관 개관

## 시설현황
- 3층: 제1열람실(여), 제2열람실(여), 제3열람실(남), 제4열람실(남)
- 2층: 문학자료실, 디지털자료실, 어학실, 취미교양실, 수서정리실, 사무실
- 1층: 어린이실, 종합자료실
- 지하1층: 시청각실

## 이용 안내
이용 안내
휴관일
- 매주 월요일
- 정부지정 공휴일(일요일과 겹칠 경우 휴관)
- 특별한 사유로 관장이 인정한 날